# Gare d’Homécourt
Gare d’Homécourt vasútállomás Franciaországban, Homécourt településen.

## Vasútvonalak
Az állomást az alábbi vasútvonalak érintik:
- Saint-Hilaire-au-Temple-Hagondange-vasútvonal

## Kapcsolódó állomások
A vasútállomáshoz az alábbi állomások vannak a legközelebb:
- Gare d’Auboué
- Gare de Jœuf